# 에리크 부아스
에리크 레몽 쥘리앵 부아스(프랑스어: Érik Raymond Julien Boisse, 1980년 3월 14일~)는 프랑스의 은퇴한 펜싱 선수로 주 종목은 에페이다. 2004년 하계 올림픽에서 단체전 금메달을 획득했으며 세계 선수권 대회에서 금메달 3개, 은메달 1개를 획득했다.

## 개인사
아버지인 필리프 부아스 또한 펜싱 선수로 활동했다.